# Caso dativo
O caso dativo é um caso gramatical geralmente usado para indicar o nome dado a algo. O termo deriva do latim dativus, significando "próprio ao ato de dar". A coisa dada pode ser um objeto tangível — como "um livro" ou "uma caneta" — ou alguma coisa abstrata, intangível, como "uma resposta" ou "uma ajuda". O dativo geralmente marca o objeto indireto de um verbo, embora em alguns casos seja usado para o objeto direto de um verbo diretamente relativo ao ato de dar algo. Em português, equivale aproximadamente ao objeto indireto e ao complemento nominal, embora a língua não tenha um caso dativo propriamente dito. Pode ser representado pelas preposições "a" ou "para", e pelas contrações "ao", "à", "aos", "às".
De modo semelhante, na língua construída esperanto, o dativo também não existe de forma delimitada. Ao invés disso, usa-se a preposição al para assinalar o objeto indireto.
Em certas línguas, o caso dativo assimilou as funções de outros casos já extintos. O dativo indica também a posse no grego clássico, que perdeu os casos locativo e instrumental, assumindo as funções destes. Na língua gaélica escocesa, o caso dativo é usado por substantivos depois de preposições simples e artigo definido. No georgiano, o caso dativo também marca o sujeito da oração em alguns verbos e alguns tempos. Isto também é chamado construção dativa.
O dativo era comum entre as línguas indo-europeias primitivas e sobrevive até hoje nos ramos balto-eslavo e germânico, entre outros. Também subsiste sob formas semelhantes em várias línguas que não são indo-europeias, como na família de línguas uralo-altaica.
Entre as línguas que usam ou usaram o caso dativo estão:
- Albanês
- Alemão
- Árabe
- Antigo escandinavo
- Bósnio
- Croata
- Eslovaco
- Esloveno
- Feroês
- Francês (extremamente limitado)
- Gaélico escocês
- Georgiano
- Grego antigo (e ocasionalmente grego moderno)
- Húngaro
- Inglês antigo (anglo-saxão)
- Iídiche
- Islandês
- Irlandês
- Japonês
- Latim
- Letão
- Lituano
- Livônio
- Neerlandês
- Polonês
- Romeno
- Russo
- Sânscrito
- Sérvio
- Tcheco
- Turco
- Ucraniano

## Latim
Fora o caso principal (dativus), há cinco outras espécies:
- Dativus finalis, com a significação de propósito, p. ex. auxilio vocare - "pedir ajuda",  venio auxilio - "venho para ajudar", dono accipio - "recebo isto como um presente" ou puellae ornamento est - "isto serve para ornamento da menina";
- Dativus commodi (incommodi), que significa ação para alguém, p. ex. Graecis agros colere - "cultivar os campos para os gregos"; combinação de dativus commodi e finalis (dativo duplo): tibi laetitiae, "para a tua alegria";
- Dativus possesivus, que indica posse, p. ex. angelis alae sunt, "os anjos têm asas".
- Dativus ethicus (dativo ético) indica que a pessoa em que o dativo é ou deve ser especialmente preocupado com a ação, por exemplo: Quid mihi Celsus agit? "O que é o Celso está fazendo para mim?" (expressando o orador especialmente interessado no que Celsus está fazendo por ele ou ela)[1]; ou Cui prodest? "De quem é esse interesse?" (literalmente, "Para quem isso faz bem?")
- Dativus auctoris, significando; 'aos olhos de', por exemplo, "vir bonus mihi videtur", "ele parece ser um bom homem".
- O dativo expressa agência com o gerundivo quando é usado para transmitir obrigação ou necessidade,[2] por exemplo: "haec nobis agenda sunt", "estas coisas devem ser feitas por nós."

## Grego

### Antigo
Além de sua função principal como o dativo, o caso dativo tem outras funções no grego clássico: o nome grego para o dativo é δωτική πτώση, como seu equivalente em latim, derivado do verbo "dar", em grego antigo, δίδωμι.
Dativus finalis: O dativus finalis, ou "dativo de propósito", é quando o dativo é usado para denotar o propósito de uma determinada ação. Por exemplo:
"τῷ βασιλεῖ μάχομαι"
"Eu luto pelo rei".
"θνῄσκω τῇ τιμῇ"
"Eu morro pela honra".
Dativus commŏdi (incommodi): O Dativus commŏdi (incommodi), ou o 'dativo do benefício (ou dano)' é o dativo que expressa a vantagem ou desvantagem de algo para alguém. Por exemplo: 
Para o benefício de: "πᾶς ἀνὴρ αὑτῷ πονεῖ" (Sófocles, Ajax 1366).
"Todo homem se esforça por si mesmo".
Pelo dano ou desvantagem de: "ἥδε ἡ έρμέρα τοῖς Ἕλλησι μεγάλων κακῶν ἄρξει." (Tucídides 2.12.4).
"Este dia será o começo de grandes tristezas para os gregos (isto é, para sua desvantagem)". 
Dativus possessivus: O dativus possessivus, ou o "dativo da possessão" é o dativo usado para denotar o possuidor de um determinado objeto ou objetos. Por exemplo:
"ἄλλοις μὲν γὰρ χρήματά ἐστι πολλὰ καὶ ἵπποι, ἡμῖν δὲ ξύμμαχοι ἀγαθοί." (Tucídides 1.86.3).
"Para os outros temos muito dinheiro e navios e cavalos, mas nós temos bons aliados (ou seja, para outros há muito dinheiro ...)".
Dativus ethicus: O dativus ethicus, ou o "dativo ético ou educado", é quando o dativo é usado para significar que a pessoa ou coisa falada é considerada com interesse por alguém. Este dativo é principalmente, se não exclusivamente, usado em pronomes. Como tal, é também chamado de "dativo de pronomes". Por exemplo:
"τούτῳ πάνυ μοι προσέχετε τὸν νοῦν. (Demóstenes 18.178).
"Preste muita atenção a isso, eu te imploro (ou seja, por favor, pague ..)".
"ὦ μῆτερ, ὡς καλός μοι ὁ πάππος." (Xenofonte, Cyropaedia 18.178).
"Oh, mãe, quão lindo vovô é (eu acabei de perceber!)".
Dativus auctoris: O dativus auctoris, ou o "dativo do agente", é o dativo usado para denotar o executor de uma ação. Observe, no entanto, que no grego clássico, o agente geralmente está no genitivo depois de ὑπό (por, nas mãos de). O agente está no dativo apenas com o passivo perfeito e mais-que-perfeito, e depois do adjetivo verbal em -τέος. Por exemplo: 
"πολλαὶ θεραπεῖαι τοῖς ἰατροῖς εὕρηνται."
(Isócrates 8,39)
"Muitas curas foram descobertas por médicos."
Dativus instrumenti: O dativus instrumenti, ou o 'dativo do instrumento', é quando o dativo é usado para denotar um instrumento ou meio de uma certa ação (ou, mais precisamente, como o caso instrumental). Por exemplo:
"με κτείνει δόλῳ"
(Homero, Odisséia 9.407)
"Ele me mata com uma isca (ou seja, por meio de uma isca)."
Dativus modi: O dativus modi, ou o "dativo de maneira", é o dativo usado para descrever a maneira ou o modo pelo qual algo aconteceu. Por exemplo:
"νόσῳ ὕστερον ἀποθανόντα."
(Tucídides 8.84)
"tendo morrido de uma doença."
Dativus mensurae: O dativus mensurae, ou o "dativo da medida", é o dativo usado para denotar a medida da diferença. Por exemplo:
"τῇ κεφαλῇ μείζονα." (Platão, Fedo 101a)
"Mais alto por uma cabeça."
- "μακρῷ ἄριστος." (Platão, Leis 729d)
  - "De longe o melhor."

Os artigos no caso dativo em Grego são:
|                 | Masculino | Feminino | Neutro   | Masculino plural | Feminino plural | Neutro plural |
| --------------- | --------- | -------- | -------- | ---------------- | --------------- | ------------- |
| Artigo definido | ΤΩΙ (τῳ)  | ΤΗΙ (τῃ) | ΤΩΙ (τῳ) | ΤΟΙΣ (τοις)      | ΤΑΙΣ (ταις)     | ΤΟΙΣ (τοις)   |

### Moderno
O caso dativo, estritamente falando, não existe mais no grego moderno, exceto em expressões fossilizadas como δόξα τω Θεώ (do eclesiástico τῷ Θεῷ δόξα, "Glória a Deus") ou εν τάξει (ἑν τάξει, lit. "em ordem", ou seja, "tudo bem" ou "OK".) Caso contrário, a maioria das funções do dativo foram incluídas no acusativo.